# Peter Haring
Peter Haring (* 2. Juni 1993 in Eisenstadt) ist ein österreichischer Fußballspieler.

## Karriere
Haring begann seine Karriere beim ASV Siegendorf. 2007 ging er in die AKA Burgenland. Im Februar 2008 ging er in die AKA Rapid Wien. Im Sommer 2008 wechselte er jedoch wieder nach Siegendorf. Nachdem er beim SV Schattendorf gespielt hatte, wechselt er 2011 zum ASK Baumgarten. 2012 kehrte er zu Rapid zurück, spielte jedoch nur in der Regionalliga. 2015 wechselte er zum SC Austria Lustenau. Sein Profidebüt gab er am vierten Spieltag der Saison 2015/16 gegen den Floridsdorfer AC.
Zur Saison 2017/18 wechselte er zum Ligakonkurrenten SV Ried, bei dem er einen bis Juni 2019 gültigen Vertrag erhielt. Nach der Saison 2017/18 verließ er Ried, und wechselte zum schottischen Erstligisten Heart of Midlothian. Sein Pflichtspieldebüt für die Hearts gab er im schottischen Ligapokal gegen die Cove Rangers am 18. Juli 2018. Am 1. Spieltag der neuen Scottish Premiership Saison-2018/19 erzielte er beim 4:1-Auswärtssieg gegen Hamilton Academical zwei Tore. Nach sechs Jahren verließ er die Hearts nach der Saison 2023/24.
Nach einem halben Jahr ohne Verein kehrte Haring im Jänner 2025 nach Österreich zurück und wechselte zum Zweitligisten Floridsdorfer AC. Für Floridsdorf kam er zu elf Zweitligaeinsätzen, ehe er den Verein nach der Saison 2024/25 wieder verließ.